# Ronald Giphart
Ronald Giphart, né le 17 décembre 1965 à  Dordrecht, est un écrivain, réalisateur et scénariste néerlandais.

## Livres
- 1992 : Ik ook van jou
- 1993 : Giph: roman
- 1995 : De beste schrijver van Nederland: roman
- 1995 : Het feest der liefde
- 1996 : Phileine zegt sorry
- 1997 : De ontdekking van de literatuur
- 1997 : Frühstück no future
- 1998 : Planeet literatuur
- 1999 : Willem de Dikke: de wondere avonturen van onze kroonprins[1]
- 1999 : De voorzitter: episodische novelle
- 1999 : De liefde die Feyenoord heet
- 2000 : Ich umarme dich vieltausendmal: Roman
- 2002 : Het leukste jaar uit de geschiedenis van de mensheid: dagboek 2001
- 2003 : Heldinnen
- 2003 : Gala
- 2005 : Heiß: Roman
- 2008 : Keukenprins: 100 dagen lezen en schrijven over eten
- 2009 : Mijn vrouw & andere stukken
- 2010 : IJsland
- 2010 : De blinde reiziger
- 2010 : Eten, drinken en slapen
- 2012 : De wake
- 2015 : Kuipkoorts
- 2015 : Vurrukkulluk: 101 beproefde recepten voor het moderne gezin
- 2015 : Harem
- 2016 : Mismatch: hoe we dagelijks worden misleid door ons oeroude brein
- 2016 : Lieve: roman
- 2017 : Stad van zachte idioten: verhalen uit Utrecht
- 2018 : Smakelijk! De lekkerste verhalen
- 2018 : Mismatch: How Our Stone Age Brain Deceives Us Every Day (And What We Can Do ...

## Filmographie
- 2001 : I Love You Too[2]
- 2003 : Phileine Says Sorry[3]
- 2006 : Ik Omhels Je Met 1000 Armen[4]